# Eotaria citrica
Eotaria citrica es una especie extinta de mamífero pinípedo de la familia Otariidae y del género Eotaria. 

## Historia
Sus restos fósiles fueron hallados en afloraciones de la Formación Topanga Canyon, ubicada en el Condado de Orange (California), de la época del Burdigaliense superior (Mioceno). Fue nombrado en 2017 por Velez-Juarbe. Los odobenidios (Odobenidae), se diversificaron y se convirtieron en los pinnípedos dominantes en el Mioceno superior, a través de los aglomerados del Pleistoceno, que generalmente se aproximaban o superaban los 3 metros de longitud corporal, mientras que los otáridos (Otariidae), permanecieron como los taxones más pequeños.

## Características
Eotaria citricase caracteriza por una combinación única de plesiomorfos y derivados, también, de restos mandibulares y dentales, que muestran esta combinación antes mencionada. Otra cosa es que se caracterizan por tener cúspides paracónidos trenzantes y prominentes en p3-m1, cíndula lingual, de p2-4, con crenulaciones débiles, premolares y molares con metaconidio vestigial y raíz bilobada de m2 y una tuberosidad ubicada genialmente en p3.